# Osella d'oro

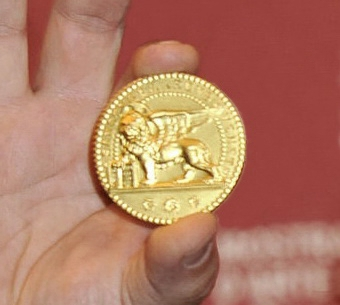
L'Osella d'oro assegnata a Silent Souls nel 2010

L'Osella d'oro è uno dei premi più antichi assegnati alla Mostra internazionale d'arte cinematografica di Venezia. Prende il nome dall'osella, una medaglia commemorativa che i dogi conferivano a personalità di rilievo della Repubblica Veneziana. Il premio viene conferito per risultati straordinari nel cinema, sia sul piano creativo che tecnico.
Introdotto nel 1987 dal comitato organizzatore della mostra, è stato assegnato con cadenza irregolare fino al 2012. I vincitori più recenti sono Daniele Ciprì e Olivier Assayas, premiati rispettivamente per È stato il figlio e Qualcosa nell'aria.

## Albo d'oro

### Anni 1980
- 1987
  - La casa dei giochi (House of Games) – David Mamet ✧ 
  - Hip hip hurra! – Sten Holmberg ‡ 
  - Maurice – Richard Robbins ※ 
  - Gli occhiali d'oro – Nana Cecchi ∞ 
  - Gli occhiali d'oro – Luciano Ricceri §

- 1988
  - Bruciante segreto (Burning Secret) – Bernd Lepel § 
  - Čёrnyj monach (Чёрный монах) – Vadim Jusov ‡ 
  - Donne sull'orlo di una crisi di nervi (Mujeres al borde de un ataque de nervios) – Pedro Almodóvar ✧ 
  - Un señor muy viejo con unas alas enormes – Pablo Milanés, Gianni Nocenzi, José María Vitier ※

- 1989
  - Australia – Giorgos Arvanitis ‡ 
  - Voglio tornare a casa! (I Want to Go Home) – Jules Feiffer ✧

### Anni 1990
- 1990
  - Al diavolo la morte (S'en fout la mort) – Dominique Auvray ⁂
  - Ragazzi fuori – Mauro Marchetti ‡
  - L'ultimo testimone (Edinstvenijat svidetel) – Valeri Milovansky ※

- 1991
  - Germania nove zero (Allemagne année 90 neuf zéro) – Jean-Luc Godard ※
  - Grido di pietra (Cerro Torre: Schrei aus Stein) – Werner Herzog
  - Mississippi Masala – Sooni Taraporevala ✧

- 1993
  - Tre colori - Film blu (Trois couleurs: Bleu) – Sławomir Idziak ‡
  - Uno, due, tre, stella! (Un, deux, trois, soleil) – Khaled ※

- 1994
  - Ashes of Time (東邪西毒) – Christopher Doyle ‡
  - Lamerica – Gianni Amelio ✶
  - La teta y la luna – Bigas Luna and Cuca Canals ✧

- 1995
  - Det Yani Dokhtar – Abolfazl Jalili
  - Maborosi (幻の光) – Masao Nakabori ‡
  - Nel bel mezzo di un gelido inverno (In the Bleak Midwinter) – Kenneth Branagh ✶

- 1996
  - Profundo carmesí – Mónica Chirinos e Marisa Pecanins §
  - Profundo carmesí – Paz Alicia Garciadiego ✧
  - Profundo carmesí – David Mansfield ※

- 1997
  - Chinese Box – Graeme Revell ※
  - Nettoyage à sec – Anne Fontaine e Gilles Taurand ✧
  - Ossos – Emmanuel Machuel ‡

- 1998
  - L'albero delle pere – Luca Bigazzi ‡
  - La nube – Gerardo Gandini ※
  - Racconto d'autunno (Conte d'automne) – Éric Rohmer ✧

### Anni 2010
- 2004
  - Il castello errante di Howl (ハウルの動く城) – Studio Ghibli

- 2005
  - Les Amants réguliers – William Lubtchansky ‡
  - Good Night, and Good Luck. – George Clooney e Grant Heslov ✧

- 2006
  - I figli degli uomini (Children of Men) – Emmanuel Lubezki ‡
  - The Queen - La regina (The Queen) – Peter Morgan ✧

- 2007
  - In questo mondo libero... (It's a Free World...) – Paul Laverty ✧
  - Lussuria - Seduzione e tradimento (色，戒) – Rodrigo Prieto ‡

- 2008
  - Bumažnyj soldat (Бумажный солдат) – Maksim Drozdov e Alisher Khamidkhodzhaev ‡
  - Teza – Haile Gerima ✧

- 2009
  - Mr. Nobody – Sylvie Olivé §
  - Perdona e dimentica (Life During Wartime) – Todd Solondz ✧

### Anni 2000
- 2010
  - Ballata dell'odio e dell'amore (Balada triste de trompeta) – Álex de la Iglesia ✧
  - Silent Souls (Овсянки) – Michail Kričman ‡

- 2011
  - Alps (Άλπεις) – Yorgos Lanthimos e Efthymis Filippou ✧
  - Cime tempestose (Wuthering Heights) – Robbie Ryan ‡

- 2012
  - È stato il figlio – Daniele Ciprì ‡
  - Qualcosa nell'aria (Après mai) – Olivier Assayas ✧

Riferimenti
✶ indica un lavoro di regia
✧ indica un lavoro di sceneggiatura
‡ indica un lavoro di fotografia
§ indica un lavoro di scenografia
∞ indica un lavoro di costumi
※ indica un lavoro di colonna sonora
⁂  indica un lavoro di montaggio